# Піямакурунта
Піямакурунта (Піяма-Курунта) (*д/н — бл. 1318 до н. е.) — політичний та військовий діяч держави Арцава. З лувійської мови його ім'я перекладається як «Дарований Курунтою».

## Життєпис
Син і спадкоємець царя Уххациті, можливо навіть співцар. Основні відомості про нього припадають на час війни Арцави проти Хетського царства. 1330 (або 1323) року до н. е. хети надали війська стрийкові Піямакурунті — Машхуілуві. який спочатку зайняв область Ківала (Гапала), а потім можливо зумів закріпитися в Мірі.
Піямакурунта за різними версіями брав участь разом з батьком або особисто очолював похід проти Машхуілуви, кампанія проти якого не було повним успіхом, оскільки не зміг захопити головне місто міри — Хапануву. Зрештою проти Арцава стрімко виступив Мурсілі II, цар хетів. В цей час Уххациті внаслідок падіння метеор в м. Апаша зазнав поранення, тому військо очолив Піямакурунта. У вирішальній битві біля Вальмі (ймовірно неподалік річки Меандр) військо Арцави зазнало нищівної поразки, а Піямакурунта загинув. Втім за менш достовірною версією зумів втекти до батька, перебрався на острови, але потім потрапив здався хетам й був засланий до Хаттуси. Проте вочевидь тут його плутають з братом Тапалацунаулі, який продовжив боротьбу.